# Форт Дуомон

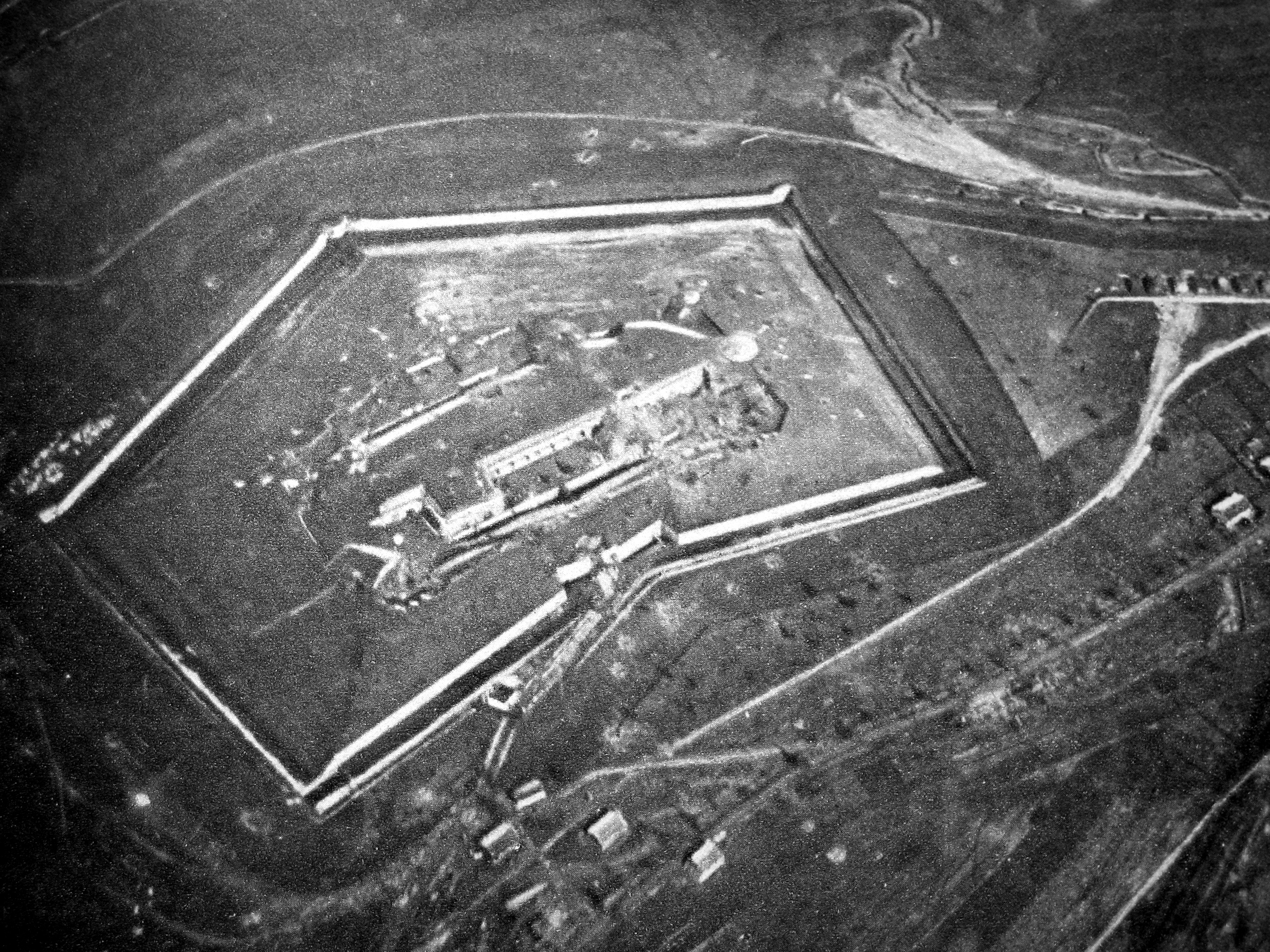
Форт Дуомон, аэроснимок начала 1916 года, перед немецким наступлением

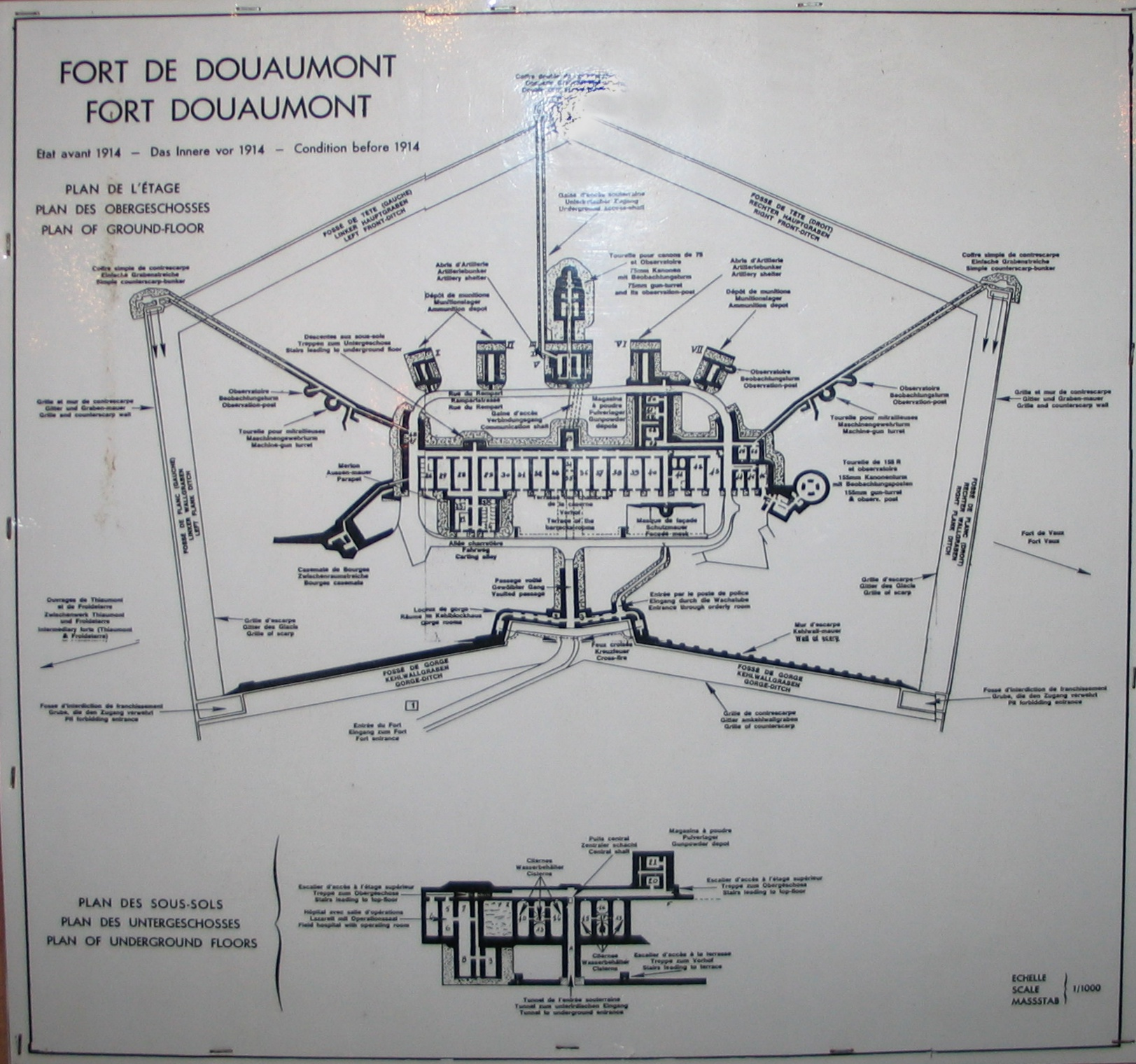
Картосхема форта Дуомон, 1914 год

Форт Дуомон (фр. Fort Douaumont) — самое крупное и совершенное для конца XIX-начала XX века оборонительное сооружение передового пояса французского укрепрайона Верден (Лотарингия, Франция).
Во время битвы при Вердене форт стоял на пути наступающей немецкой армии в январе-декабре 1916 года (Первая мировая война). К 25 февраля наступающим немецким войскам удалось овладеть Дуомоном, но 24 октября 1916 года французская армия отвоевала его назад. Укрепрайон Верден состоял из 11 фортов и 23 промежуточных оборонительных сооружений (Zwischenwerk). Успешная оборона Вердена в 1916 году оказала решающее значение влияние для строительства Линии Maжино перед Второй мировой войной. Сегодня примерно 200 тысяч человек посещают ежегодно форт и поблизости расположенное военное захоронение-мемориал Дуомон (Beinhaus von Douaumont), а также солдатское кладбище Вердена.

## Форт
Форт строился в два этапа с несколькими усовершенствованиями с 1885 по 1913 год. Его автор — генерал Раймонд Сире (Raymond Adolphe Séré de Rivières). Общая стоимость строительства составила до 6,1 млн. золотых франков, что вдвое больше издержек на строительство других фортов, которые варьировали между 2,4 и 2,9 млн франков.

## Фотогалерея

Подземные коммуникации форта Дуомон в октябре 2011 года
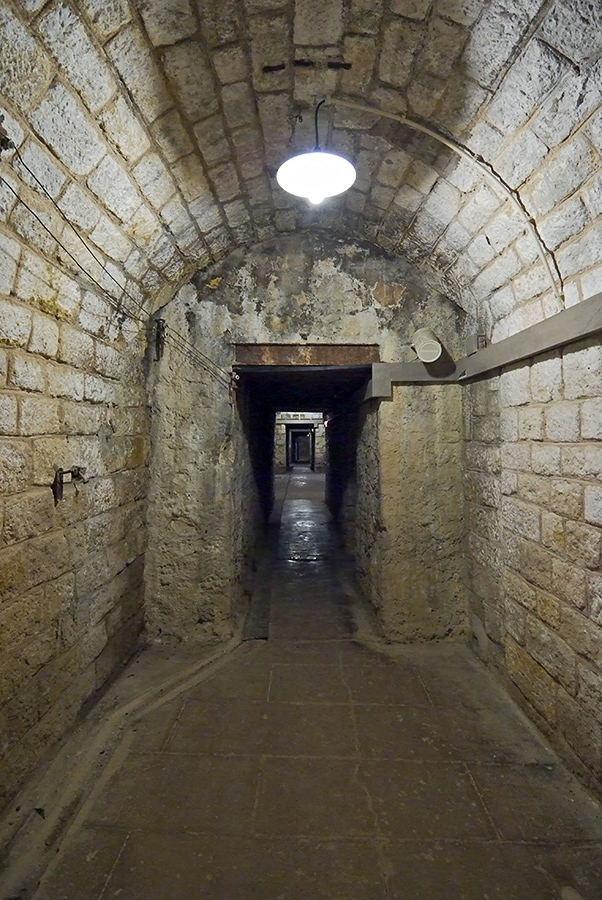
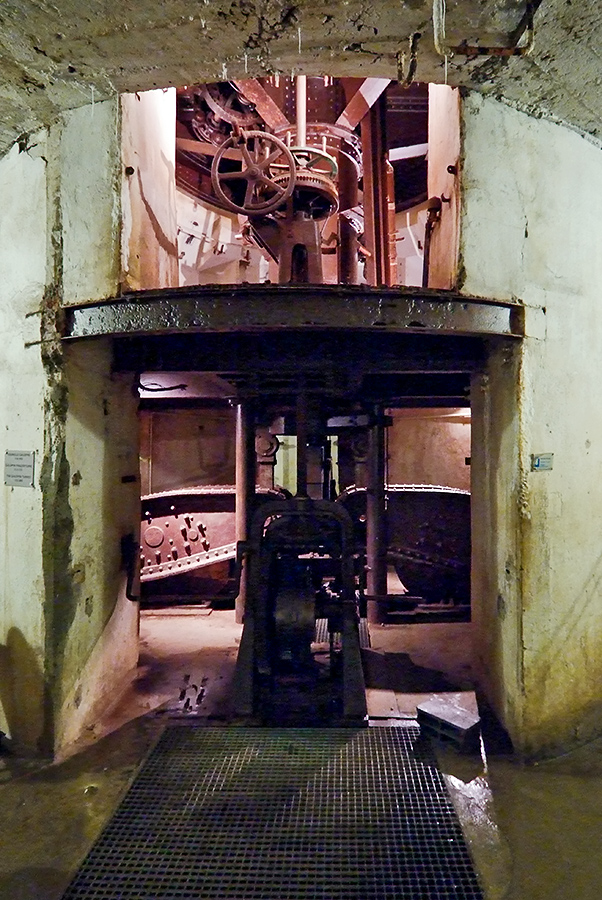
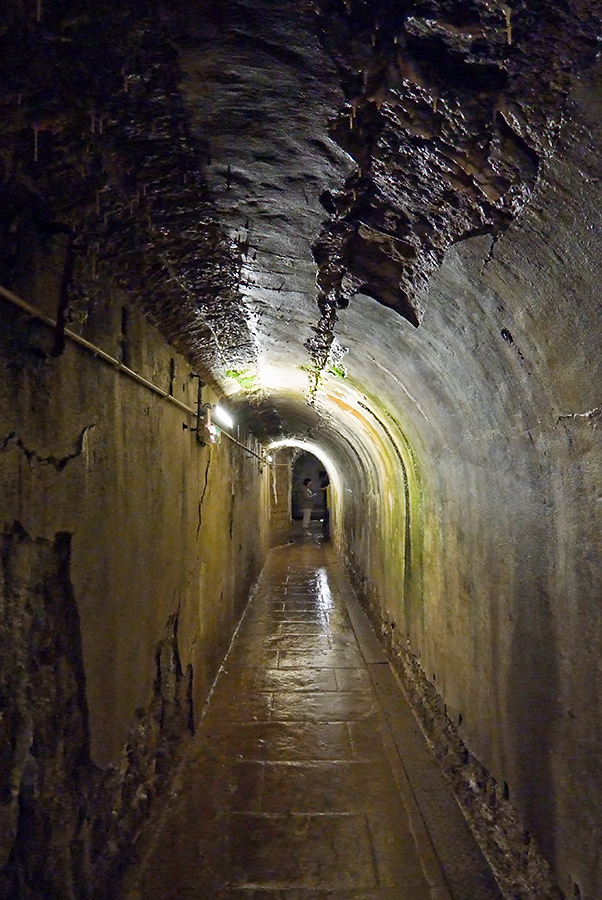
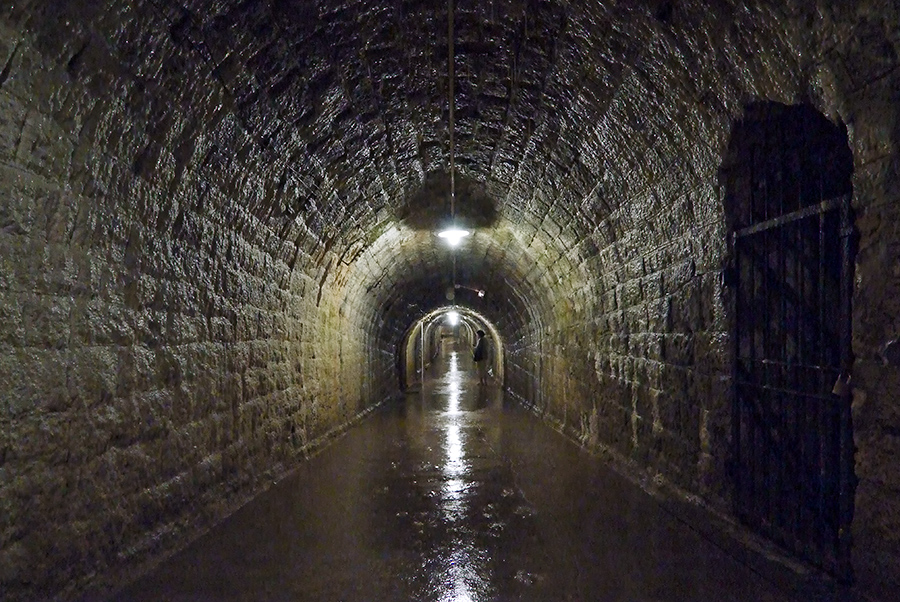
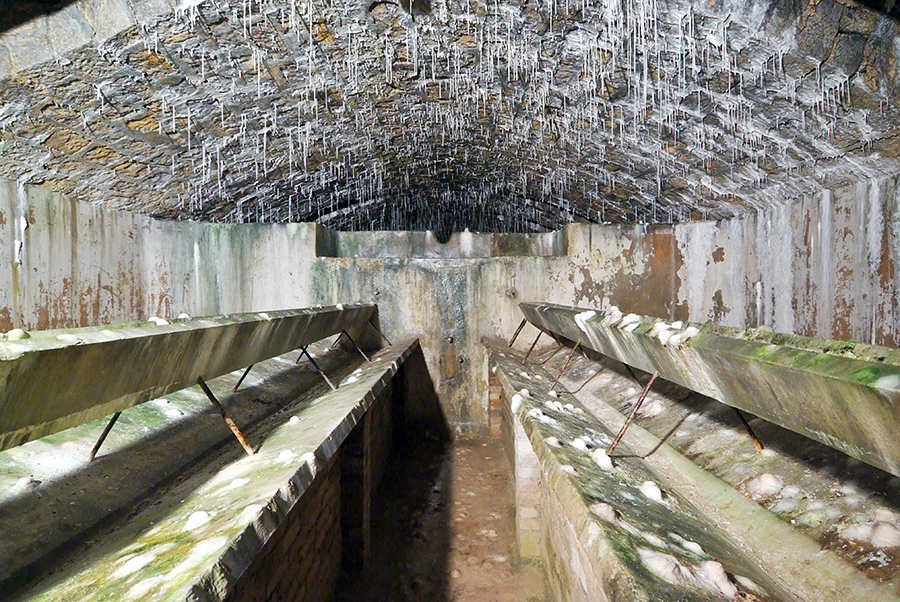
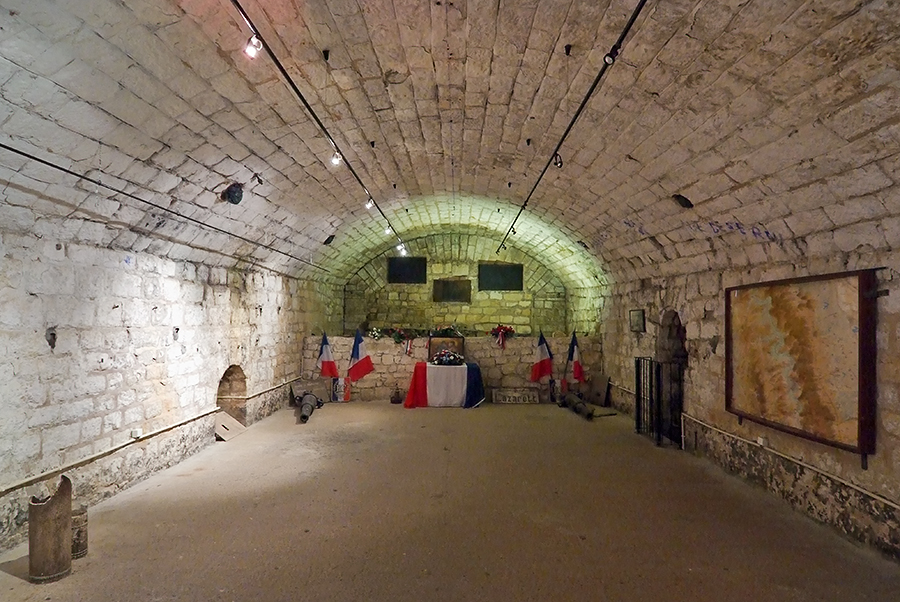

## Увековечение памяти
- В Гамбурге в 1933 году была построена казарма Дуомон в память форта Дуомон.[2] Сегодня — казарма Гамбургского военного университета им. Гельмута Шмидта (Helmut-Schmidt-Universität).
- Взятие форта немцами в начале 1916 года, а затем его отвоевание французами упоминается в фильме «Великая иллюзия» (1937).
- Данный форт присутствует в онлайн-игре Battlefield 1 из дополнения «Они не пройдут» (англ. They shall not pass)[3][4].